# 涼風のメルト -Where wishes are drawn to each other-
『涼風のメルト -Where wishes are drawn to each other-』（すずかぜのメルト ウェア・ウィッシェズ・アー・ドローン・トゥ・イーチ・アザー）は、2010年8月27日に日本のゲームブランドWhirlpoolより発売されたパソコン用アダルト美少女ゲーム。
2011年6月にファンディスク『舞風のメルト -Where leads to feeling destination-』（まいかぜのメルト ウェアー・リーズ・トゥ・フィーリング・デスティネイション）が発売され、家庭用ゲーム機向けには、GN Softwareより『涼風のメルト -days in the sanctuary-』（すずかぜのメルト デイズ・イン・ザ・サンクチュアリ）PlayStation 3版が2011年12月15日に、PlayStation Portable版が2012年8月23日に発売された。
「涼風のメルト」のメルトは「溶ける」を意味する英語のmeltのことで、サブタイトルのWhere wishes are drawn to each otherは「願いが互いに引き寄せられる場所」を表す。

## 概要
Whirlpoolの第8作目（ファンディスクと『メリ☆クリ』を除けば5作目）となる。攻略対象キャラクターは5人。各4つの仮のエンディングと真のエンディング、1つのトゥルーエンドが存在する。まず郷土史研究部の4人の仮のエンディングを一つでも見るとタイトル画面上に絆語りというボタンが出現し、対応ヒロインの真のエンディングと関わる精霊の想いが何なのかが分かる。更に絆語りを全員クリアすると涼ルートというべき神語りというボタンが出現し、トゥルーエンドを見る事が出来る。
システム面では『77』で搭載された用語辞典がTIPSと名を変えて再実装されている。

## あらすじ
主人公、瀬川彰人の住む御代街には、古くから、土地神と精霊に守られたという伝説がある。今でこそその伝説を信じる人はいないが、その伝説に基づいて始まった土地神祭は、10年に一度、街にとっての一大イベント。今回の祭りは、瀬川彰人が祭りの神官、幼馴染の捺菜が代替わりする新たな巫女と決まり、彰人にとって、今までとは違う特別な祭りとなるであろうことは、疑いようもなかった。そんなある日、見たこともない生物を彰人が見かけたのをきっかけに土地神と出会い、その土地神から聞かされた話によって、彰人はこの街の真実の一片に触れることとなる。

## 登場人物
＊担当声優はPC版、PS3版共に同一である。また絆語りに登場する人物の声は基本的に対応する人物と同じ声優が演じている。

### メインキャラクター
瀬川 彰人（せがわ あきひと）
声：咲管ゆきじ（ドラマCD）
この作品の主人公。御代街にある御鷹ヶ丘学園の2年生。頭はいいが、熱い心がバカっぽく見えることも多い。御代街に土地神を留めたとされる神官の子孫であるとされ、禁足地に精霊の助けを借りずに入ることが出来る。今回の土地神祭では祭の大事な役割の一つである神官を務めることとなった。両親は仕事の都合で遠方に赴任中。
実は初代神官秋人の生まれ変わりである。神の力は流石に1000年経っているのでかなり薄まっているらしい。
なぜか毛玉の精霊に懐かれている。
秋人（あきと）
初代神官で、彰人の前世。狩人であったが弓の腕は良いが獲物を見つける術は悪く、収穫にかなりのムラがあったが、ある時毛玉の精霊を発見して助けて以来、その精霊を相棒とすることで村一番の狩人となる。
そんなある日、とろゾーを追って人間界に来た神族の少女と出会い、精霊の昇華に協力するため、涼と名付けて自分の家に住まわせるようになる。
涼が言霊の暴走で御代村に甚大な被害を与えてしまった事で村を去った後は狩りをしつつ精霊の昇華をしていたが、ほぼ一年後に彼女と再会、涼の世話と村との連絡役をする為に禁足地で暮らすようになり、初代の神官となる。後に原初の嵐から御代村を守るために涼から一時的に譲渡された言霊を使った事により命を落とした。
なお、結婚して息子がいる事が劇中の村長との会話で語られており、彼の死後はその子が二代目神官になったと思われるが詳細は不明である。
実は『舞風のメルト』の紅葉ルートにおいて神と人間の間に生まれた子、つまり紅葉の兄である事が明らかになった。秋人が精霊を視認する事が出来たのはこのためである。
明人（あきひと）
秋人から100年後の代の神官。村一番の狩人であるが、双子の妹の恵とは逆に神通力の才能は無い。ただしまったく使えないわけではないようで、羽衣の絆語りではインフェルを神具に封印する術を使っている。またこの封印術に関する絵巻物を書き残しており、これが羽衣や涼のルートで重要な役目を果たすことになった。
月音以外の絆語りに登場し、奈津や恵、初と交流する事で未来に繋がる絆を作り出している。
明彦（あきひこ）
500年前の神官。この時代は巫女が不在だったらしく、御代村ではなく禁足地に住んでいた。月音の絆語りに登場した御代村の村長によると彰人に似ているらしい。劇中において彰人と秋人以外で涼を名前で呼んでいる唯一の神官でもある。
神語りで登場し、風が涼を乗っ取って御代村に現れた際に殺された村人をインフェルが封じられた神具で助け、後に今度はとろゾーを封じた神具の剣の力で風を涼から分離させ、神具に封印する事に成功するなど、劇中において神具をもっとも活用した神官であった。

椿 捺菜（つばき なずな）
声：遠野そよぎ
誕生日：7月7日。身長：158cm。体重：47kg。3サイズ：85/57/83。テーマ曲「窓辺に咲く笑顔」
彰人の幼馴染でクラスメイト。隣の家に暮らしており、彰人の部屋にはいつも窓から入ってくる。料理は人並だが、彰人には大受けしている。とある事件がきっかけで水恐怖症に陥り、現在は大分平気になったが発症した当時は水を見ただけで気絶し、飲料水ですら点滴で済ませていたほど深刻だった。今でも川などで大量の水を見たり、冷たい水を手足にかけられたりすると真っ青になってしまうため泳ぐことは出来ない。運動は得意ではないが、彰人と同じく成績はかなり良い。
3年前に土地神祭の新たな巫女に選ばれたことで、これから巫女を引退するまでずっと森で暮らすことが決定している。捺奈が巫女に選ばれたという事実は彰人などごく一部の関係者にしか知らされていない。
未来を夢として見ることが出来る。しかし、未来を知っても決してそれを変える事はできない。他にもスプーン曲げや的中率の高い占い、癒しの力などの魔法に近い力を持っている。
彼女に付き添う精霊の名はボンタ。能力は眠らしたり、特定の内容の夢を人に見せたり、夢を吸収したりする。
奈津（なつ）
捺菜そっくりの少女。捺菜と同じく未来を夢に見る事ができ、その力で村に警告をしてきたが、変える事ができず、逆にその力を疎まれて村を追い出されてしまう。
追い出された後、御代村の土地神と土地神祭の噂を頼って御代村へ行き、明人の紹介で禁足地で恵と共に神通力の訓練を行い、恵を超えるほどの力を身に付ける。その影響で、予知夢の性能も桁違いに上がり、彰人たちの時代まで見通す事が出来るようになった。また外見もほとんど年を取らなくなっている。最も得意とした能力は人に夢を見せる力。
訓練を終えてからは各地を旅して各地の超常現象を解決して回る。その途中で初と結姉妹の村で病魔を浄化。村に結界を施してしばらく初を同行させている。
晩年は自分の村に戻って暮らし、死の直前に自分と同じ力を持つ事で悩む捺菜に彰人の呪いの解き方をおしえる為、自分の夢と捺菜の夢を繋げる秘術を行い生を全うした。今際の際に彰人の叫びを聴いた事から彼の力になれるようにとの想いが精霊ボンタとなり、捺菜に寄り添う事となる。

榎本 佳華（えのもと よしか）
声：五行なずな
誕生日：10月10日。身長：165cm。体重：45kg。3サイズ：80/56/81。テーマ曲「華やかなリーダー」
彰人や捺奈のクラスメイト。土地神信仰に関する研究が趣味の、男勝りな性格の女の子。学生のメインキャラクター全員が所属する郷土史研究部の現部長。部長だけあって御代町の郷土史にはとても詳しく、それに関する本はほとんど読んでいる。捺菜の親友で、彰人たちの抱える秘密を強引に聞き出してしまう。歴史や古文は得意だが、英語や数学は苦手でテストで赤点をとることもある。御代街の隣にある町から電車で通学している。
絵がとても上手く、見たことがない精霊の特徴を聞いただけで描けてしまう。ただし彩色は苦手で、色を塗った場合は子供のラクガキのようになってしまう事がPS3版の新規イベントで明らかになった。
彼女に付き添う事になる精霊の名はごまちゃん。能力は記憶で見たものを一度だけ再生できる。また、連れているだけで佳華は他の精霊を視認出来るようになった事から精霊としてはかなり特殊なようである（ショコラを連れている月音は視認出来ない）佳華ルートと涼ルートでのみ出会う。また、佳華の絆語りのEDでのCGで付けている髪飾りもごまちゃんを模した物に変わっている。
恵（めぐみ）
明人の双子の妹。容姿は佳華と瓜二つ。兄同様に禁足地に入る事が出来る。兄とは逆に神通力の才能を持ち、晩年にはかなりの力を有している。兄である明人に兄以上の恋愛感情を抱いてしまい、その風聞と感情を抑える為、禁足地で涼の世話をするようになり、初代巫女として以降の土地神祭の形の礎を築いた。代としては捺菜から11代前に当たる。
巫女となって50年後、倒れた涼の代わりに封印の井戸に溜まっていた言霊の力を得て涼の代わりに村の願いをかなえるが、その代償で命を落とす。明人への想いから死の間際に残っていた僅かな時間、涼の力で明人に自分の想いを伝え、次に生まれ変わる時は兄妹ではない間柄で想いを伝え合う事を約束する。その想いは精霊ごまちゃんとなり、自分の生まれ変わりである佳華に付き添う事になる。

楸木原 羽衣（ひさぎはら うい）
声：みる
誕生日：4月4日。身長：152cm。体重：43kg。3サイズ：79/54/81。テーマ曲「子犬な後輩」
病気がちの妹と引っ越してきた1年生。礼儀正しいが実はちょっぴり腹黒い。購買でのパンの争奪戦に参加するもあえなく上級生たちに弾き飛ばされ宙を舞っているところを彰人に助けられた。彼らに誘われて郷土史研究部を見学し、首から下げているペンダントが昔使われていた神具に似ているということから佳華に誘われ、郷土史研究部に入部する。彰人と同じく、両親は仕事の都合で遠方に赴任中。妹の力になるために医学書を読み漁ったことから医療知識も豊富。また力が強く、インフェルと出会うイベントでは優衣の病室に潜入する際の木登りで落ちかけた彰人を助けている。
なお、VFBの帯に描かれていたこもわた遙華の四コマ漫画によると某二大有名お菓子ではきのこ派らしく、涼にも勧めていた。
『舞風のメルト』の羽衣アフターストーリーでは、祭りの際に子供相手にイカサマをしていた露店を祖母から習った技を使って懲らしめていた。また病院で行う人形劇では春菜に乞われて、彰人と共に人形の修復と操演をおこなっている。
当初は精霊は付いていなかったが、羽衣ルートで優衣が完治した後と涼ルートで精霊が大流出した際の捕獲作戦時にはインフェルが彼女に付き従う事になる。
初（うい）
とある村で医者を営む少女。容姿は羽衣と瓜二つ。
妹の結と共に薬草を探していた祭、偶然病魔が封じられた神具を発見してしまい、村に感冒が蔓延。八方手を尽くしても治療法が見つからず、神具を怪しんで破壊しようとするが、封じられた病魔が飛び出し、結にとり付いてしまう。
村の感冒はそれによって治まるが、結の病気だけは治らず、絶望しかけた所、偶然村に立ち寄った奈津によって救われる。
その後、しばらく奈津と生活していたが、結の体質から結が奈津と村から出て行くか、または村から一生出ないかの決断を問われるが、結の薦めもあって奈津と共に旅に出る事を決める。
旅の途中、御代村に立ち寄って大怪我をした明人の命を救い、いつか自分が死んだ後に精霊となって現れた際は神具に納めて欲しいと願う。
その数年後、自身も病魔に侵されて若くして死亡。死後、多くの人を病から救いたいというその想いは妹と共に精霊インフェルとなり、明人との約束どおり神具にその身をおさめた。500年前の妖魔襲撃の際に神具から解放された後は、優衣に付き添う事になる。

柊 月音（ひいらぎ つきの）
声：松田理沙
誕生日：8月8日。身長：162cm。体重：46kg。3サイズ：87/57/85。テーマ曲「紅茶のある風景」
お茶を淹れるのが得意な、郷土史研究部の先代部長である3年生の女生徒。佳華が入部してきて早々、彼女の熱意に感銘し、部長の座を譲り渡した。珍獣ショコラを飼っているが、犬と言い張っている。非常に頭がよく、常に学年トップの成績を誇る。とてもおっとりした性格の癒し系でいつも丁寧な言葉で話す。ただしたまにとんでもないボケをかます事がある。またお小遣いの額が札束である為に金銭感覚が少しズレており、財布に三桁以下の小銭がほとんどなかったが、これに関しては『舞風のメルト』の月音アフターストーリーでアルバイトを始めてからやや改善されている。
実は５００年前に御代村で起こった妖魔襲撃事件で妖魔に殺されそうになった際にショコラの能力で現代へ飛ばされた古代人。その際に過去の記憶を失うが、美奈に保護された後に紆余曲折を経て柊夫妻の養女となった。この辺りの詳細は『舞風のメルト』の美奈シナリオにて語られている。
記憶喪失である事が分かるのは月音ルートと涼ルートのみであるが、月音ルートの絆語りでは記憶が回復し過去の彼女が食いしん坊で薬師を目指していた事などが明らかになった。
なおPS3版の新規イベントで、彰人に過去の御代村を案内する時に話した思い出がほとんど食べ物絡みだった為に月音はかなり落ち込んでいた。
また、妖魔（風）に殺されそうになった時の恐怖心がトラウマになっているからか、月音ルートと涼ルート以外では涼にほとんど近寄らない。涼ルートでは涼が近くにいるだけで真っ青になってしまっていたが、最終的に彰人の活躍で涼と風が同化した事により普通に話せるようになっている。

涼（すず）
声：海原エレナ
誕生日：不明。身長：155cm。体重：43kg。3サイズ：不明。テーマ曲「無垢なる調べは精霊の微笑み」
精霊が住んでいる禁足地という場所で精霊たちと暮らす土地神様。人との接触はできるだけ避けているが、現代の文化には興味があるようで、特に現代のお菓子が大好き。ある理由から言葉を発さず、念話と呼ばれるテレパシーに似たようなもので会話するが、基本的には聞くことができず、彰人たちが涼と話すときは念話を聞き取ることができる捺菜に通訳をしてもらっている。捺菜ルート後半と涼ルート、そして『舞風のメルト』では彰人も聞き取れるようになった。ただし紅葉ルートでは紅葉の力で結界内限定で喋れるようになっている。
物語の序盤では「涼」ではなく「土地神」と呼ばれていたが、涼ルートにおいて彰人に二人きりの時だけ呼んで欲しいという条件で名前を明らかにした。
元々「涼」とは秋人につけてもらった名前で神としての本名はあるのだが、地上の言葉では発音出来ないらしく名乗っても擬音のようにしか聞こえない。
その力は言霊で、言葉にした事を叶える事ができる。人間界に来た当初はこの力を封印していたが、ある時襲った異常気象から御代村を救う為に封印を解く。しかし徐々に制御できなくなっていき、御代村に甚大な被害を与えてしまった為、10年に1度だけ使えるように再度封印している。
涼ルートでは彰人の呪いを解く為に一度消滅するが、彰人が祭壇を涼の想いから生まれた精霊を宿した神具が変化した弓で破壊した際に起こった奇跡によって、不老不死の身体を失った普通の人間として復活した。以後は瀬川家の養女として瀬川家に住む事になる。霊力に関しては普通の人間よりはマシだが捺菜にも負けるほどしか残っていないらしい。
なおTIPSによると『いな☆こい! 〜お稲荷さまとモテモテのたたり〜』に登場した葛葉とは知り合いらしい。

紅葉（くれは）
声：桜川未央
誕生日：不明。身長：約155cm。体重：不明。3サイズ：不明。
『舞風のメルト』で追加された六人目のヒロイン。Whirlpool作品ファンディスク初のオリジナルキャラでもある。
ある夜彰人が禁足地の前で出会った謎の少女。出会ったその次の日に桜坂紅葉と名乗り、彰人のクラスに転入してきてその美貌と社交的な性格からたちまち人気を集める。
正体は神界で暮らしていた神。涼とは幼馴染で、御代街に迫る危機から涼を遠ざけるために地上にやってきた。謀略をめぐらせるのが得意で、あの手この手で彰人を陥れて涼を連れて帰ろうとするが、大抵は自爆して成功したためしはない。趣味はインターネットで、地上のみならず、神界ネットと呼ばれる神界におけるインターネットも駆使して地上での情報を集めている為、涼よりも遥かに現代知識に優れ、御代街の歴史についても佳華を上回るほど。手先も器用で、レシピを見ただけで料理もできる。ただし、応用を利かせていないのでレシピ以上の味にはならない。霊力に関しても涼を禁足地でのみ喋れるようにしたり、彰人の呪いを解いたりと涼よりも遥かに応用が利く。
実は神と人間のハーフで、初代神官秋人の妹。つまり彰人の遥か遠い親戚である。涼と異なり、神界での本名はない。なお、ハーフは神界で暮らす場合は他の神と同じく不老不死の存在だが、人間界で暮らすと普通の人間と同じ寿命しかない。

### サブキャラクター
谷口 康介（たにぐち こうすけ）
声：月黒斗夜
彰人たちのクラスメイトである男子生徒で郷土史研究部のメンバー。成績はどの科目も平均的。運動神経は抜群で、運動部から何度もスカウトを受けている。普段はワールプールというリゾート施設でバイトに励んでおり、部活に顔を出すことは少ないが、バイト代を部活の備品の為に提供してくれるためある程度黙認されている。顔はいいのだがナンパ癖があり、ヒロインたちを始めとした女子からは冷ややかな目で見られることが多い。しかし、部活の仲間の危機には他のメンバーよりいち早く行動する仲間思いな面もある。
TIPSによると、魔法島出身の男とペンフレンドらしい。彼のことを師匠と呼んで、「ほれ薬入りチョコレート」が送られてくる日を心待ちにしている。
グラフィックはないが、秋人の時代に康介そっくりな性格の耕介という先祖と思われる人物がいる。

楸木原 優衣（ひさぎはら ゆい）
声：雪都さお梨
羽衣の年の離れた妹で、ややませた性格。原因不明の病により2年以上前から入院生活を送っている。
彼女に付き添う事になる精霊の名はインフェル。能力は治癒。
結（ゆい）
初の妹。神具から飛び出した病魔にとりつかれてしまうが、奈津に助けられる。
病魔など、悪霊を寄せ付けやすい体質であり、奈津から自分と一生共にいるか、村に結界を施して一生村から出ないかを問われ、初が旅に出られるよう、自分が初を超える医術の腕を持っていることを示し、初を奈津と同行させ、自分は村に留まって医者となった。
しかし、付近の村で起こった戦による傷病者の治療の為に村を出てしまい、病魔に冒されて若くして死亡。死後は姉と共に精霊インフェルとなり、明人との約束どおり神具にその身をおさめた後、優衣と羽衣に付き添う事になる。

関口 春菜（せきぐち はるな）
声：佐本二厘
優衣が入院している病院で働く看護師。優衣の冗談を普通に信じてしまうなど多少立ち振る舞いに問題はあるが、明るくノリの良い性格で病院の患者たちからの信頼は抜群である。
看護師になる以前は声優を目指していた事もあったらしく、『舞風のメルト』の羽衣アフターストーリーではレクリエーションで行う人形劇の台本を執筆し、登場キャラの声をほとんど一人で演じていた（なお、劇の主人公のアリシアは担当声優が同じ人である）。
また過去に事故で怪我を負った精霊を目撃して保護した事があり、当時の神官である彰人の父親とも会っている事が春菜シナリオで明らかになった。
同シナリオにおいて彰人と共に病院に出没した精霊を目撃し、昇華に立ち会っている。

柊 宏伸（ひいらぎ ひろのぶ）
声：中田樹ユロヒカ
月音の父親。大手建設会社の代表取締役。左目に傷を負っている。月音のことを溺愛しており、将来は月音の花嫁姿を見たいと思っている。巫女制度に否定的で、森をなくしてしまう事で巫女制度をなくそうと考えている。これは妻である美奈が巫女だった事も関係しているようで、前回の土地神祭後に禁足地に入るはずだった美奈に求婚しそれを止めさせた事から、土地神の存在にも懐疑的である事が『舞風のメルト』の美奈シナリオで明らかになっている。
また美奈が保護した月音に関しても、当初は赤の他人として美奈と関わりを持たせないようにしていたが、紆余曲折の末に月音を養女にしてからは実の親子と言っていい関係を築き上げた。
なおその際に月音の戸籍を作り、涼ルートでは月音に頼まれて涼の戸籍も作っている事から、政府か裏世界になんらかのコネがありそうだが詳細は不明である。

柊 美奈（ひいらぎ みな）
声：北都南
月音の母親。夫と同様月音を溺愛している。実は十年前の土地神祭で巫女を務めた女性で、精霊を視認出来る事が『舞風のメルト』の美奈シナリオで明らかになった。本来は祭後に禁足地に入るはずだったのだが、宏伸と恋に落ちた事から表向きは病気という形で引退している。
過去からやって来た月音をショコラに導かれて発見保護し、その後紆余曲折を経て養女に迎えてからは実の親子と言ってもいい関係を築き上げている。

町長
声：黒木大
御代街の町長を務める初老の男性。今年の土地神祭の最高責任者。本名は篠原 健二。基本的には優しく気さくな人だが、自分の欲望の為なら手段を選ばない冷酷さも持ち合わせている。
佳華ルートではそれが暴走し、後輩である玲於奈を呼び寄せて土地神の力を研究し私欲に使おうとしたが、最終的には彰人の機転で阻止されている（TIPSにも他のシナリオとのギャップに驚いたでしょうなどと書かれている）。
絆語りでは明人の時代に彼の先祖と思われるそっくりな人物が御代村の村長として登場する。

藤林 玲於奈（ふじばやし れおな）
声：姫川あいり
御代街の郷土史について研究している女性。郷土史研究の権威であり、多くの本を出版し、テレビにも多く出演している。佳華からはとても尊敬されており、佳華は玲於奈の本は全て持っている。土地神祭の研究の為に町長に御代街に招かれる。町長同様に自分の研究の為ならば手段を選ばない一面を持っている。ただし、良くも悪くもそうした面が暴走してしまうだけで、実際に彰人達に直接の怪我等を負わせるつもりは無く、最後の最後で町長を裏切って彰人を銃弾から庇ったりと根っからの悪党というわけではない。後に彰人からは佳華とは似た物同士と評され、佳華も「一歩間違えば玲於奈のようになっていた」と認めている。町長とは大学時代の先輩後輩の間柄である。
『舞風のメルト』の玲於奈シナリオでは佳華EDから一年後、町長から夏休み前の1週間だけ学園の臨時講師の依頼を受け、一年前の真実を確かめる為に引き受け、彰人達の臨時担任及び郷土史研究部の臨時顧問となる。その期間中の嵐の日に精霊「フグオ」を保護し、フグオとの生活とその昇華に立ち会った事で精霊をまだ発表すべきではないと悟り、佳華とは違う学者としての立場から人と精霊が共に暮らせる世界を作る事、そしてその時が来るまで発表を控える事を約束した。なお、フグオとは玲於奈が昔飼っていたペットの名前に由来している。

ショコラ
声：雪都さお梨
月音が散歩に連れて歩いている犬。結構食い意地が張っており、なんでも食べるが特にカニカマが好物である。二足で歩いていたりするので犬かどうかも怪しい。
事実、その正体は精霊であった。能力は時間跳躍だが、発動した場所からは基本的に移動しない。例外は過去へ一緒に飛んだ人間が飛んだ先の時間軸にもいる場合で、この場合飛んだ先の同一人物に上書きされる形になり、その時間軸にいた元の人物が消滅し、その人物がいた場所へ移動する。当初はあまりに長時間跳躍すると月音の記憶がその分消滅する欠点があったが、月音ルートの終盤に涼の力でその欠点が修正された事から絆語りで月音は過去の記憶を取り戻した。
本編ではどんな想いがきっかけで生まれたかがよく分からなかったが、『舞風のメルト』の月音アフターストーリーにおいて彰人他、500年前の御代村の人間達の月音を守りたいという複数の人間の想いから生まれた事が判明した。複数の人間から生まれたが故に時間跳躍という強力極まりない能力を持っている。月音に付き添っているのもその生まれた想い故。彰人が月音と結ばれショコラが昇華した世界から1年後に生まれた後、500年前の月音と出会う為に過去へ飛ぶ事になる。
なお、精霊の中で唯一涼に近寄らないが、これは涼が妖魔（風）である事に気付いているのと月音以外には余り興味が無い為らしい（月音の関係者は例外）。
『G.I.B. ガールズ・イン・ブラック』にも謎の宇宙生物として登場する。

とろゾー
声：中田樹ユロヒカ
涼の住む禁足地に暮らす巨大な精霊で、常の涼のそばに寄り添っている。彼女の護衛を兼ねてる為か、彰人が禁足地に来た際は敵愾心を露わにして追いかけまわした。ちなみに捺菜も最初は邪見にされていた為、涼以外とはどう接していいかが分からないようである。ただし佳華に関しては恵の生まれ変わりであるからか、特になにもしなかった。
元は涼と同じ神界に住む神獣で、強い思いや意志を精霊に変える能力を持つ。だが何故か人間界に降りて来てしまい、御代村周辺の森に大量の精霊を生み出してしまっていた事から、涼が地上に留まり精霊の昇華をする原因になっている。その後、ある願いから自らを神獣から巨大な精霊へと変えた。
涼ルートで涼が人間となり、その願いが叶ったため元の神獣の姿に戻り昇華したが、『舞風のメルト』の涼アフターストーリーで全く同じ姿の精霊が生まれている。人間に馴染めない精霊が集って生まれた存在で、それ故に極度の人見知りでオリジナルの記憶も持っていないため「とろゾーもどき」と呼ばれる。

風（ふう）
声：海原エレナ
涼の中に溜まった邪念が形を為し、意思を持った存在。涼の精神の中にのみ存在し、涼の身体を支配しようとする。
５００年前の御代村を襲った妖魔の正体で、当時の神官明彦によってとろゾーの力を宿した神具の剣で貫かれた後、神具に封じられ遥か遠くに飛ばされた。
しかし、神具に封じられても徐々に御代街に近づき、１０年前に彰人の命を救う為、再び涼の中に戻る。
涼ルートでとろゾーから生まれた邪念を涼が吸収した為に再び表面化し、彰人が５００年前と同じ方法で封印しようとするが、涼が風の想いを受け入れ、涼の中で眠りについた。
『舞風のメルト』の風シナリオでは完全に消え去る最後の日に身体を借りて彰人と御代街を見学した後、自分が犯した罪の後始末として優衣の病を治し、神の力を無効化する花(月音草)が咲き乱れる広場で消滅した。

ポコ
声：金田まひる
『77 〜And, two stars meet again〜』に登場した不思議な生物。『TECH GIAN』2010年9月号付録DVD-ROMに収録された体験版TGバージョンでプレイできるオリジナルシナリオの中に登場。製品版ゲームには登場しない。なお本作品は『77』と同時期の物語であり、時期的には77の方の物語は終わっている（くぅルートだった場合）為に登場出来たと思われる

## 用語
精霊
世にも不思議な形をした生物たち。結界の中にいることが多い。不可視の魔法がかかっており、一部の人間以外には見ることができないが、弱っている時は一般人に視認されてしまうこともあるため、目撃証言が絶えない。基本的には禁足地に住んでおり、涼が張っている結界のおかげで普通の人間は禁足地に入ることができず精霊たちも外に出ることは出来ないのだが、最近何らかの原因で結界の力が弱まっており、精霊たちが外に出てしまうことが多くなっている。
人間の強い想いをとろゾーが集め、それが形を為した存在。水に同化したり、風を起こしたりと何らかの特殊な力を持つ。人間の想いから生まれる為、基本的に無邪気で人懐っこいが、中には人見知りする精霊もいる。また、想いが適った精霊はそのまま消滅する。これを昇華と呼ぶ。なお昇華されても儀式を行う事で呼び戻せることが舞風のメルトのアフターストーリーで明らかになった。怒りや憎しみと言った邪念も形を為す事があるが、精霊にするかどうかはとろゾーが選別する為、基本的にそれらの負の想いは精霊になることはない。
涼ルートでは歴史が変わって彰人が望んだとおりの世界となった為、一般人にも姿が見えるようになった。
土地神祭
10年に1度行われる神官が土地神への願いを巫女に託し、土地神へ願いを伝える儀式。元は単なる収穫祭であったが、涼が禁足地を作り土地神となってからこの名称となり、恵が初代の巫女になって現在の形となった。500年前に戦によって1度中止になった際に妖魔襲撃事件があったため、それ以降はたとえ戦時であっても例外なく行われている。
涼ルートでは原初の嵐の再来により、祭壇をはじめとする祭りの会場が破壊されてしまった為に一年延期されている。その後涼の願いで歴史が変わった事から、土地神へ願いを伝える儀式を再現した祭りへと変化した。
神官
現在は土地神祭において土地神へ願いを巫女に伝える役職。初代は秋人。現在の神官は彰人。神官の家系は神の血を引いており、土地神の結界を抜けられる、精霊が見える、神具を用いた霊力が使えるなどの能力を持っている。神官の伝説として、初代神官の秋人が土地神から力を借りて原初の嵐と呼ばれる大嵐から御代村を命を懸けて守った、500年前の妖魔襲撃事件において当時の神官である明彦が神具を用いて妖魔を退治したと言う2つの伝説が残っている。また、秋人が最初に助けた精霊である為か、神官の家系は毛玉の精霊になつかれる。
巫女
現在は土地神祭において土地神へ願いを土地神に伝える役職。土地神祭の終了後はそのまま禁足地で土地神の世話をする事になり、以後10年間は基本的に外界へ出る事はできない。双子の兄への恋心を抑えきれなくなった恵がその想いを断つために禁足地で土地神の世話をする事になったのがその始まり。現在は家系に関係なく強い霊力を持ち、結界を越えられるほど強い精霊と心を通わせる事ができた女性がその役に付く。現在の巫女は捺菜。なおTIPSによると地方公務員扱いらしく、それなりの給料が支払われている。また巫女になる者は就任時に一つだけ願いを叶えて貰う事が出来る。
涼ルートでは禁足地も土地神も無くなったことで森に入る必要もなくなり、特別な力も必要としなくなった為、巫女の選出はミスコンで行われたが結局捺菜が選ばれている。
禁足地
精霊や土地神が住まう場所で巫女以外の立ち入りは基本的に禁止されている。元々は涼と秋人が初めて会った場所であるが、精霊を保護及び昇華させる場所として涼が結界を張って作った。禁足地までの道は霧による第一の結界と、侵入者を森の入口まで飛ばす第二の結界で守られている。第二の結界の中に入るには強い力を持った精霊か、神官の同行が必要となり、たとえ同じ神であっても入る事はできない。結界内は湖の中心に土地神の住む豪華な社が建っており、外界の天候の影響を受けることはない。なおこの結界は電波なども遮断するため、禁足地で携帯電話を使っても圏外になり通話することは出来ず、外部から禁足地を見ることはたとえ神官や巫女であっても出来ない。
涼ルートでは涼が人間になった事で維持の為の霊力の供給が止まった事から結界が消失し、歴史も変わったために文化遺産となっている。『舞風のメルト』の涼アフターストーリーでは人と精霊が触れ合える博物館として一般開放された。
神具
羽衣が10年ほど前、倉で見つけたやや大振りの首飾り。神官の家系に伝わり、その力で様々な奇跡を起こしたと伝えられる。
正体は精霊を中に封じ、その精霊の力を人間が用いる事ができるように人間が作った物。インフェルが入っていた時は死者すらも蘇らせる程の力を発揮し、多くの疫病に苦しむ民衆を救い、風に殺された御代村の人々を蘇らせた。とろゾーが入った時は光の刃を持つ剣となり、涼の身体を乗っ取った風だけに傷を負わせ分離させる事に成功した。また精霊に近い存在であれば精霊同様に中に封じる事ができ、病魔や500年前に御代村を襲った妖魔＝風を中に封じてその脅威から救っている。
なお『舞風のメルト』の紅葉ルートにおいて、新たな神具が登場している。これは太極図に似た物で黒と白の勾玉に分割する事が出来る。元は秋人と紅葉の両親が別れる際に兄妹の絆の証として分割し持たせていた。
後に紅葉の母が涼が人間界に降りる際に渡し、もう片方を持つ紅葉の兄を見つけてほしいと頼んだ。結局、涼がその兄が秋人だったのを知るのは数十年後に原初の嵐を消滅させて亡くなった彼の遺品を整理してた時の事である。
そしてこの神具は百年後に生まれた明人と恵に渡された。二人の死後は涼が保管していたらしく、紅葉ルートにおいて紅葉本人に返され、同ルートにて重要な役目を果たす事になる。
月音草
御代街近くの森の奥にひっそりと咲いている花。一年に一度、一晩だけ花を咲かせる。500年前まではその場所には群生地があり、当時の村人達は年に一度花見に来るのが恒例になっていたが、妖魔＝風が完膚無きまでに荒らし、群生地は消滅してしまった。実は神の力を無効化する力を持っており、その蜜を刀などに塗り込めると神をも殺せる為に風もそれを嫌って全滅させた。ただし『舞風のメルト』の風シナリオではなんらかの理由で生き残っていたらしく、森の奥に群生地が復活していた。
月音の絆語りでは月音が未来に一輪だけ残っていた花の種子を過去に持ち込み、それを御代村の人間達が守り続けてきた結果、歴史が変わって花は特別保護植物となり、群生地は品種改良されて桜程度に咲く期間が延びた花が咲き乱れる公園となり、それまで名前も持っていなかったこの花は月音の名前をとって月音草と名付けられた。
なお、この関係から月音ルート以外では(『舞風のメルト』の風シナリオにしか登場してないが)名のなき花のままである。
優衣の病
優衣が病院生活を送る原因になっている病は通常は病人とは思えないほどだが、発作が起こった場合は呼吸困難を起こしかなりの苦痛を伴うほど重篤になる。劇中ではインフェルの力でそれは和らげられていたが、羽衣ルートでは遂に危篤寸前にまで病状が進行してしまう。
幸い羽衣の願いが届いた為か、優衣は一命を取り留める。それどころか急速に回復し退院出来るまでになった。
だが、退院の日に羽衣が代わりに倒れてしまう。劇中の会話では優衣の病が羽衣に移ったと言われ、その理由は禁足地周辺の不思議な力によるものと説明されていた。
しかし『舞風のメルト』の風シナリオでこの病は実は風がかけた呪いであった事が判明する。しかも本来は優衣ではなく、羽衣にかけるはずだったと言う事実も明らかになった。風の説明によると羽衣に呪いをかける寸前に優衣が現れて姉を庇った為に彼女にかかってしまったらしい。またこの呪いは受けるはずだった者が自分で望んだ場合、本人に移る。その場合、呪いはうけた者を急速に蝕むために羽衣ルートで羽衣は数日ほどで容態が悪化し危うく死にかけることになった。
ちなみに羽衣ルートではインフェルの入った神具の力で羽衣は解呪(蘇生？)されたが、『舞風のメルト』の風シナリオでは風自らの手で優衣の呪いは解呪されている。
彰人の呪い
厳密に言えば呪いでは無いのだが作中でも呪いと言われているので便宜上呪いと表記しておく。
原因は彰人が幼い頃に祭壇に願ったことによるもの。それが涼と風の力により先延ばししていたのが限界に来てしまった。
全てのルートでそれは解呪されているがそれが「いつ、どのように解呪した」のかは捺菜、涼ルート以外では明らかになっていない。
解呪した方法(涼風本編における捺菜と涼ルート以外は推測)
捺菜ルート：奈津が夢で教えた秘術とボンタの力によりギリギリのところで解呪に成功した
佳華ルート：彰人が言霊の力を得て行った実験の中の「自身の願ったことを無効にする」というものが、祭壇への願いにも効果が及んだものと推察される
羽衣ルート：インフェルの最後の力により解呪したと思われる
月音ルート：神の力を無効化する花の開花を見届けた際に祭壇の力も解呪されたと思われる
涼ルート：涼が祭壇に彰人と同じ願いをする(神である涼の願いの方が優先される)事で解呪された
紅葉ルート：紅葉が御代街から離れた処にある霊山の力を利用して早々に解呪した
ハーレムルート：6つの因子により成立したと判明し、捺菜、佳華、羽衣、月音、涼、風と交わった事により解呪された
6つの因子と該当者
献身：捺菜(涼と彰人曰く「捺菜以外にふさわしい人がいるのか？」)
不死の魂：涼(神であるので不老不死)
表裏一体：風(10年前の失態を取り返すとかなりやる気満々らしい)
禁断の愛：佳華(恵の生まれ変わりで魂を引き継いでいるため？)
生命への執着：羽衣(不治の病気であるため生きる事への執着心から？)
失われた過去：月音(タイムリープの弊害による一時的に過去の記憶が無い事？)

## スタッフ
- 原画：てんまそ、こもわた遙華（SD原画）
- シナリオ：大三元、高嶋英二、日富美信吾（PS3版）
- 音楽：Elements Garden

## 主題歌
涼風のメルト
オープニングテーマ「Believe forever」
作詞 - Bee' / 作曲 - 上松範康（Elements Garden） / 編曲 - 中山真斗（Elements Garden） / 歌 - 佐藤ひろ美
エンディングテーマ1「Treasure/Pleasure」
作詞 - RUCCA / 作曲・編曲 - 藤間仁（Elements Garden） / 歌 - 桜川めぐ
エンディングテーマ2「最愛」
作詞 - RUCCA / 作曲・編曲 - 藤田淳平（Elements Garden） / 歌 - 霜月はるか
舞風のメルト
オープニングテーマ「Melty Air」
作詞 - ayachi / 作曲・編曲：中山真斗（Elements Garden） / 歌 - 佐藤ひろ美